# Awake Demos 1994
『Awake Demos 1994』（アウェイク・デモズ 1994）は、アメリカのプログレッシブ・メタルバンド、ドリーム・シアターが2006年に発表したアルバム。
アルバム『アウェイク』制作時のデモ音源を収録。ドリーム・シアターの公式ブートレグ専門のレーベル「YtseJam Records」より販売されている。

## 収録曲
1. Scarred
2. 6:00
3. The Mirror
4. Caught In A Web
5. Erotomania
6. Voices
7. The Silent Man
8. Lie
9. Lifting Shadows Off A Dream
10. Innocence Faded
11. Space-Dye Vest